# K-League de 1990
A Korean Super League 1990 foi a oitava edição da principal divisão de futebol na Coreia do Sul, a K-League. A liga começou em março e terminou em novembro de 1990.
Seis times participaram da liga, seis profissionais: Yukong Elephants, Daewoo Royals, POSCO Dolphins, Lucky-Goldstar Hwangso, Hyundai Horang-i e Ilhwa Chunma Football Club.
O Lucky-Goldstar Hwangso foi o campeão pela segunda vez.

## Classificação final
| Pos | Time                   | Pts | JG | V  | E  | D  | GM | GS | SG  | Notas   |
| --- | ---------------------- | --- | -- | -- | -- | -- | -- | -- | --- | ------- |
| 1.  | Lucky-Goldstar Hwangso | 39  | 30 | 14 | 11 | 5  | 40 | 25 | +15 | Campeão |
| 2.  | Daewoo Royals          | 35  | 30 | 12 | 11 | 7  | 30 | 25 | +5  |         |
| 3.  | POSCO Atoms            | 28  | 30 | 9  | 10 | 11 | 29 | 28 | +1  |         |
| 4.  | Yukong Elephants       | 28  | 30 | 8  | 12 | 10 | 27 | 30 | -3  |         |
| 5.  | Hyundai Horang-i       | 26  | 30 | 6  | 14 | 10 | 32 | 38 | -6  |         |
| 6.  | Ilhwa Chunma           | 24  | 30 | 7  | 10 | 13 | 28 | 40 | -12 |         |